# FLCL
FLCL (jap. フリクリ Furi Kuri) – sześcioodcinkowe anime stworzone przez Gainax. Furi kuri to anime przepełnione sarkastycznym humorem, krytykującym całą pop-kulturę, poczynając od Miasteczka South Park, poprzez Neon Genesis Evangelion i gry komputerowe, do muzyki włącznie.

## Bohaterowie
Głównym bohaterem serii jest dwunastoletni chłopiec, Naota, który stara się szybko dorosnąć. Innymi osobami występującymi w Furi kuri są: Mamimi – ex-dziewczyna brata Naoty, który wyjechał do USA grać w baseball; Haruko – różowowłosa dziewczyna, twierdząca że jest kosmitą, posiadaczka vespy i leworęcznej gitary basowej.

## Głosy dubbingowe
- Jun Mizuki – Naota Nandaba
- Mayumi Shintani – Haruko Haruhara
- Izumi Kasagi – Mamimi Samejima
- Akira Miyajima – Gaku
- Chiemi Chiba – Kiturubami
- Hideaki Anno – Miyu Miyu
- Hiroshi Ito – Shigekuni Nandaba
- Kazuhito Suzuki – Masashi
- Kōji Ōkura – Amarao
- Mika Itō – Eri Ninamori
- Suzuki Matsuo – Kamon Nandaba
- Yukari Fukui – Junko Miyaji

## Lista odcinków
| # | Tytuł                                   | Premiera             |
| - | --------------------------------------- | -------------------- |
| 1 | Fooly Cooly Furi Kuri (フリクリ)        | 26 kwietnia 2000     |
|   |                                         |                      |
| 2 | Fire Starter Faisuta (ファイスタ)       | 21 czerwca 2000      |
|   |                                         |                      |
| 3 | Marquis de Carabas Maru Raba (マルラバ) | 23 sierpnia 2000     |
|   |                                         |                      |
| 4 | Full Swing Furi Kiri (フリキリ)         | 25 października 2000 |
|   |                                         |                      |
| 5 | Brittle Bullet Burabure (ブラブレ)      | 21 grudnia 2000      |
|   |                                         |                      |
| 6 | FLCLimax Furi Kura (フリクラ)           | 16 marca 2001        |
|   |                                         |                      |